# True Colors (singolo Cyndi Lauper)
True Colors è un singolo della cantante pop statunitense Cyndi Lauper, pubblicato il 25 agosto 1986 dall'etichetta discografica Epic.

## Descrizione
La canzone, una delle più note della cantante insieme a Girls Just Want to Have Fun e Time After Time, è stata scritta da Billy Steinberg e Tom Kelly e prodotta da Cyndi Lauper insieme a Lennie Petze. È stata inserita nell'omonimo album True Colors.
Considerato come un inno dalla Comunità LGBT, il singolo ha riscosso un grande successo commerciale e, negli anni successivi, ne sono state realizzate numerose cover da parte di artisti come Sarina Paris, Eva Cassidy, Marina and the Diamonds, Phil Collins, Cher e Justin Timberlake.

## Tracce
7" Single (Portrait 650026 7 / EAN 5099765002676)
1. True Colors – 3:45
2. Heading for the Moon – 3:17

## Classifiche
| Classifica (1986) | Posizione raggiunta |
| ----------------- | ------------------- |
| Austria           | 12                  |
| Belgio            | 4                   |
| Francia           | 49                  |
| Germania          | 18                  |
| Irlanda           | 6                   |
| Italia            | 8                   |
| Norvegia          | 10                  |
| Nuova Zelanda     | 8                   |
| Paesi Bassi       | 14                  |
| Regno Unito       | 12                  |
| Stati Uniti       | 1                   |
| Svizzera          | 17                  |

## Cover di Phil Collins
True Colors è stata reinterpretata dal cantante britannico Phil Collins come inedito per la sua prima raccolta di successi ...Hits.
La versione di Collins si caratterizza per sonorità smooth jazz ed è stata prodotta in collaborazione con il cantante R&B Babyface.
Una versione live del brano è stata inserita in un'altra raccolta di Collins, Love Songs: A Compilation... Old and New nel 2004.

### Tracce
7" Single (WEA 3984-24774-2 / EAN 0639842477420)
1. True Colors – 4:33
2. In the Air Tonight – 7:32
3. Don't Lose My Number – 4:47
4. I Missed Again – 3:41

### Classifiche
| Classifica (1998) | Posizione raggiunta |
| ----------------- | ------------------- |
| Austria           | 20                  |
| Francia           | 33                  |
| Germania          | 35                  |
| Paesi Bassi       | 73                  |
| Regno Unito       | 26                  |
| Stati Uniti       | 66                  |

## Apparizioni
- La canzone viene riprodotta nella serie televisiva Ghost Whisperer nell'episodio Il cuore va dove vuole.
- Il singolo fa la sua apparizione anche nel film Sex and the City 2.
- La canzone viene riprodotta nella serie televisiva Glee nell'episodio Capellografia.